# 500 Letters
«500 Letters» es el segundo sencillo de la cantante finlandesa Tarja Turunen de su álbum Colours in the Dark, publicado en 2013. El video musical fue grabado en la ciudad de Tigre, provincia de Buenos Aires, Argentina.

## Canciones
| N.º | Título                                                                                                 | Escritor(es)                      | Duración |  |
| 1.  | «500 Letters»                                                                                          | Tarja Turunen, Johnny Lee Andrews | 4:22     |  |
| 2.  | «Rivers of Lust / Minor Heaven / Montañas de Silencio / Sing for Me / I Feel Immortal» (Live Acoustic) |                                   | 10:17    |  |

## Gráfica
| Gráfica                           | Posición |
| --------------------------------- | -------- |
| República Checa Radio Modern Rock | 4        |